# ميغيل الأول ملك البرتغال
ميغيل الأول (بالبرتغالية: Miguel I‏) (26 أكتوبر 1802- 4 نوفمبر 1866)؛ كان ملك البرتغال منذ 1828 حتى 1834 ودوق براغانزا (1834-1866) هو الابن السابع لملك البرتغال والبرازيل جواو السادس  وزوجته كارلوتا خواكينا من إسبانيا ابنة كارلوس الرابع ملك إسبانيا، يعتبر حالياً مع الملكة فيكتوريا من بريطانيا العظمى وكرستيان التاسع من الدانمارك الأجداد لأوروبا، هرب مع والديه أثناء غزو نابليون لبرتغال نحو البرازيل حيث نُقلت العاصمة إلى ريو دي جانيرو (1808-1820) وأيضا رجع معهم إلى البرتغال ولكن أخوه الوريث المفترض بقي هناك متربّصاً نحو استقلال البرازيل نجح في ذلك وأصبح أول إمبراطور لها عام 1822 في شهر أبريل عام 1824 قام ميغيل بتمرّد ضد والده فيما عُرف تاريخياً بــ«ثورة أبريل» ولكنه فشل في ذلك وتم نفيه خارج البرتغال كان الملك يريد نفيه نحو إنجلترا ولكن في نهاية المطاف نفي إلى فيينا، وفي 10 مارس 1826 توفى والده دون أن يعلن وريثه مما أصبح الكرسي فارغاً، ولكن شقيقه الأكبر إمبراطور البرازيل أصبح ملك البرتغال تحت مسمى «بيدرو الرابع» وسرعان ما تخلّى عن العرش لصالح ابنته الكبرى ماريا دا غلويا وشرع في أن تكون أخته إيزابيل ماريا من البرتغال وصية العرش، وبعدها شرع إمبراطور البرازيل في خطبة ابنته الملكة من ميغيل من ابنته الملكة وأصبح ميغيل وصي العرش بموجب ميثاق دستوري ليبرالي الجديد وبهذا ميثاق الملكة ماريا الثانية سوف تكون متزوجة من ميغيل حتى تبلغ سن القانونية وحتى ذلك الحين ميغيل سيكون بمثابة الوصي في البرتغال.

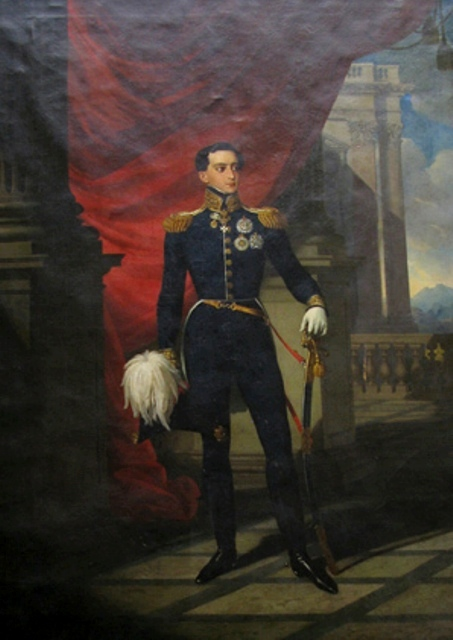
ميغيل في سن 22 عام 1824

في 13 مارس 1828 ميغيل حل كورتيس دون الدعوة إلى انتخابات جديدة، على النحو المنصوص عليه في الميثاق الدستوري، بعض المجالس البلدية، والعديد من النبلاء ورجال الدين، والعديد من المواطنين طلب من الوصي إلغاء الميثاق الدستوري وحكم كملك مطلق؛ وكانت أُولى شرارتها من جامعة كويمبرا، وفي 25 أبريل أصدر مجلس الشيوخ (من الجامعة) إعلاناً طالب فيه ميغيل تولي العرش، مما أشعلت نار صراع بين أنصاره وأنصار الليبيرالين الذين هربوا نحو المنفى كل مدن البرتغال اعترفت بميغيل ملكاً عليها ما عدا جزيرة ماديرا التي أخضعت بسهولة، وكانت جزيرة تيرسييرا هي إحدى جزر الأزور وفيّة لـ ليبيراليين.
إسبانيا والكرسي الرسولي والولايات المتحدة اعترفوا بـ ميغيل كملك، وإما بريطانيا العظمى وفرنسا اعترفتا بنظام الليبيرالي المعارض.
فقط في جزيرة تيرسييرا بجزر الأزور ظلت على ولائها للملكة ماريا الثانية واستمرت حكومة دستورية هناك في المنفى، في البداية جواو كارلوس سالدانها لم يتمكن من الوصول إلى الجزيرة، ولكن كونت فيلا فلور (في وقت لاحق دوق تيرسييرا) كان أكثر نجاحاً ووصل إلي الجزيرة، وقام بإعادة بنائها بسرعة لصد دفاعات قوات ميغيل (في 11 أغسطس 1829) وللمحاولة لغزو الجزيرة، ومع عام 1831 الليبراليون استولوا على جميع جزر الأزور.

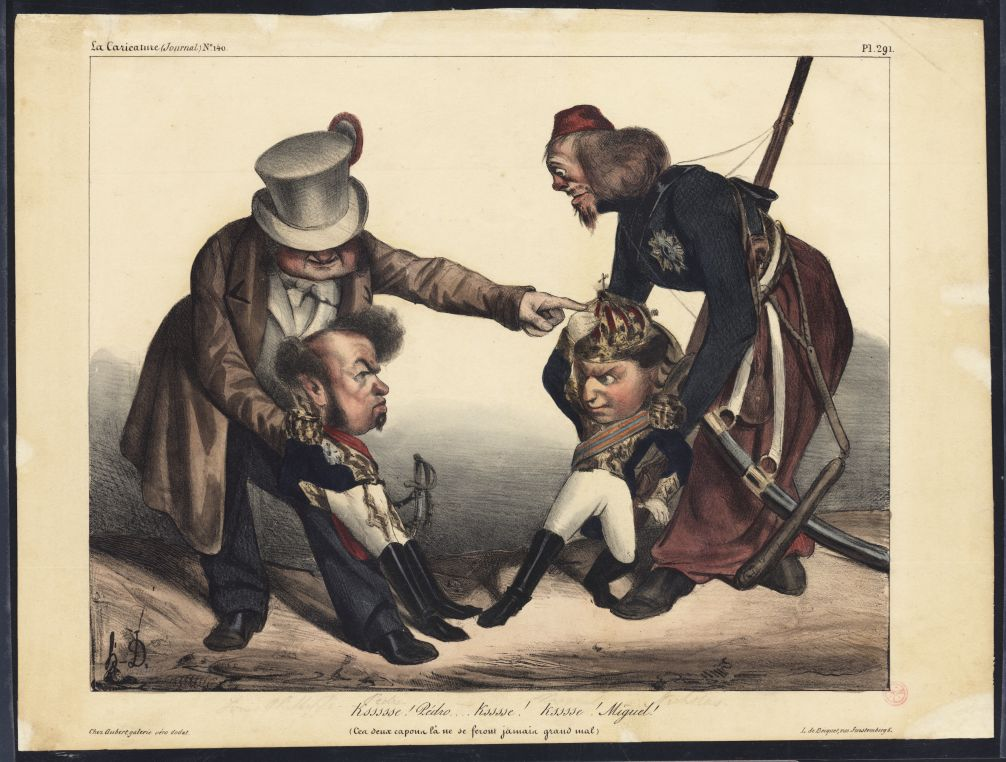
رسوم كرتوني تيبن الأخوين متصارعين في حروب الليبيرالية

بيدرو الأول إمبراطور البرازيل تنازل عن التاج الإمبراطوري في البرازيل وقام بنفسه بقيادة الجيش الليبرالي (1831) ومن جزر الأزور قام بغزو شمال البرتغال، هبط في منديلو بالقرب من بورتو التي احتلت بسرعة، لكن الجيش ميغيل كان هائل يتألف من أفضل الفرقة مع المتطوعين المتفانين ورجال ميليشيا متحمسة (وإن لم يكن؛ ولعل أفضل كبار الضباط) بسهولة طوقت المدينة وفرض عليه الحصار، وبينما لا يزال يدفعون عن بورتو قام ميغيل قام بـ زيارة قواته في أبريل 1833، ومع هذه الأثناء سقطت لشبونة في أيادي دوق تيرسييرا، أسطول الليبرالي الذي كان بقيادة تشارلز جون نابيير ترك بورتو، ونزلوا في منقطة الغرب الجنوبية وساروا عبر ألينتيجو بالمنطقة الوسطى لهزيمة أنصار ميغيل (استولوا على المدينة في 24 تموز) نابيير بعد هزيمة أسطول ميغيل قبالة رأس سانت فنسنت، انضم إلى دوق تيرسييرا في الشمال لسيطرة على التاجة.
استمرت الحرب الأخوين ثلاث سنوات بين انتصارات الغالبية لليبيراليين وانتهت بإجباره على التنازل عن العرش في 26 مايو 1834 حيث تم نقل حليفه الكارلي ملك إسبانيا الزاعم «كارلوس، كونت مولينا» إلى إنجلترا ولكن في وقت لاحق عاد سراً إلى إسبانيا شرع ميغيل في 1 يونيو 1834 في إبحار على إحدى السفن الحربية البريطانية من سينيس متجهة إلى جنوة، عاش في منفياً في إيطاليا، ثم في إنكلترا، وأخيرا في ألمانيا، ولم يعود أبداً إلى البرتغال.
هو في المنفى تزوج من أديلايد من لوفنشتاين-فيرتهايم-روزنبرغ في عام 24 سبتمبر 1851 واستطاعت انجاباً له العديد من الأبناء على الرغم من فارق السن بينهما، وإلا أن أحفادهم أو أحفاد أحفادهم استطعوا أن يصبحوا ملوكاً على العديد من الدول الأوروبية كـ (بلجيكا ولوكسمبورغ وليختنشتاين) أو من المطالبين بالعرش في بعض الدول الأوروبية الأخرى ولكن هذا من خط الإناث ليس من خط الذكور، أصبح أحفاده من خط الذكور من المطالبين بالعرش البرتغالي، بعد أن رجوع عليها بعد فراق دام 98 سنة بعد وفاة أخر ملوك البرتغال مانويل الثاني في عام 1932، ومع ذلك الحكومة الجمهورية البرتغالية تعترف بحفيده الحالي على أنه دوق براغانزا فقط وليس كـ ملك.

## روابط خارجية
- ميغيل الأول ملك البرتغال على موقع الموسوعة البريطانية (الإنجليزية)
- ميغيل الأول ملك البرتغال على موقع إن إن دي بي (الإنجليزية)